# Большое Татарское Караево
Большое Татарское Караево (тат. Карай, разг. Плишкино) — деревня в Темниковском районе Мордовии, входит в состав Русско-Караевского сельского поселения. 

## Население
| 2002 | 2010 |
| ---- | ---- |
| 229  | ↘228 |

## История
В XVII в. в татарском населенном пункте Караево возникла русская община, которая стала называться д. Русское Караево, а вторая часть села соответственно — д. Татарское Караево.
По дореволюционному административному делению д. Татарское Караево (Плишкино) относилась к Стрелецкой волости Темниковского уезда Тамбовской губернии. В 1862 г. в 51 дворах проживало 266 чел., татары.

### Мечеть
В 1862 г. в селе уже была мечеть, количество прихожан в кон. XIX в. составляло 439 чел. Имамы из рода Поздняковых.
Около 1996 г. по инициативе И.М. Чапаева в селе была построена новая мечеть на месте прежней, разрушенной в советское время.